# 유주은
유주은(1995년 5월 3일 ~ 2022년 8월 29일)은 대한민국의 배우이다. 2018년 tvn 드라마 빅포레스트로 데뷔한 뒤 2019년 조선생존기, 부천 국제 판타스틱 영화제에 출품한 독립영화에 출연하였다. 2022년 8월 29일 사망하였다.

## 학력
- 계원예술고등학교 연극영화과 (졸업)
- 한국예술종합학교 연극원 연기과 (제적)

## 드라마
- 2018년 : tvN드라마 《빅 포레스트》- 캐시 역
- 2019년 : TV조선 드라마 《조선생존기》 - 초선 역
- 2019년 : MBC 주말특별기획드라마 《두 번은 없다》